# Clusia firmifolia
Clusia firmifolia är en tvåhjärtbladig växtart som beskrevs av José Cuatrecasas. Clusia firmifolia ingår i släktet Clusia och familjen Clusiaceae. Inga underarter finns listade i Catalogue of Life.